# نقطه‌به‌نقطه (ارتباطات از راه دور)
در ارتباطات از راه دور، ارتباط نقطه‌به‌نقطه (به انگلیسی: Point-to-point) به ارتباط بین دو نقطه (ایستگاه) یا نقطه‌های پایانی (ایستگاه‌های پایانی) اشاره دارد. یک مثال از آن تماس تلفنی است، که در آن یک تلفن با تلفن دیگر در ارتباط است و چیزی که توسط تماس گیرنده گفته می‌شود تنها توسط آن شخصی که با آن در ارتباط است (به آن تماس گرفته‌است) شنیده می‌شود. ارتباطات نقطه به نقطه با توپولوژی ارتباطات چند پخشی (از یک ایستگاه به چند ایستگاه) یا ارتباطات پخشی (از یک ایستگاه به همهٔ ایستگاه‌ها) که در آن‌ها اطلاعات فرستاده شده از یک نقطه (ایستگاه) بوسیلهٔ چند (نقطه) ایستگاه دریافت می‌شود، مقایسه می‌شود.

مثالی دیگر از ارتباطات نقطه به نقطه leasedlineها، ارتباطاتmicrowave rely و two way radio ارتباطات هستند. مثالی ازسیستم ارتباطات چند پخشی رادیو و تلویزیون  هستند.

اصطلاح ارتباطات نقطه به نقطه بر خلاف سایر توپولوژی‌های شبکه مانند گذر گاه ها(buses)وcrossbar switchesکه چندین وسیله را می‌توانند به هم مرتبط کنند، اغلب در شبکه‌های کامپیوتری و معماری کامپیوتر به سیم یا اتصال‌هایی که فقط دو کامپیوتر یا مدار را به هم متصل می‌کنند، اشاره دارد.

نقطه به نقطه گاهی اوقات به اختصار باp2p یا pt2pt نشان داده می‌شود. استفاده از p2p در اینجا با استفاده از p2pکه به اشتراک‌گذاری همتا به همتای فایل ((peer to peer file sharing اشاره دارد، متمایز است.

## محتوا
1. •	اساس پیوند دادهٔ نقطه به نقطه
2. •	ارتبطات نقطه به نقطهٔ مدرن
3. •	منابع

## پیوند دادهٔ نقطه به نقطه

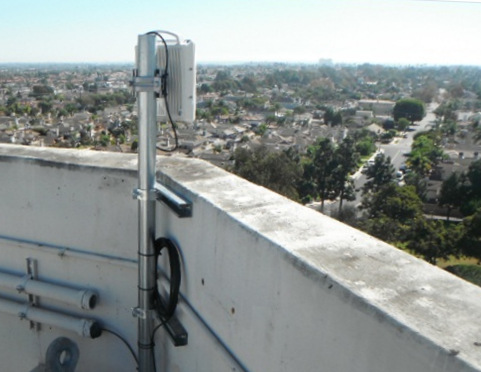
یک دستگاه نقطه‌به‌نقطه بی‌سیم با آنتن توکار در بیچ، کالیفرنیا.

پیوند دادهٔ نقطه به نقطهٔ مرسوم، رسانهٔ ارتباطی با دقیقاً دو نقطهٔ پایانی (ایستگاه پایانی) و بدون قالب‌های داده یا بسته می‌باشد. کامپیوتر میزبان باید در هر پایانه مسئولیت کامل قالب دادهٔ در حال انتقال بین دو پایانه را بر عهده داشته باشد. اتصال بین کامپیوتر و وسایل ارتباطی به‌طور کلی با استفاده از واسط RS-232 یا چیزهایی مشابه آن پیاده‌سازی شده‌اند.

کامپیوترهایی که تقریباً در فاصلهٔ نزدیک به هم هستند ممکن است که به‌طور مستقیم با سیم‌هایی مابین کارت‌های واسط شان به هم متصل شده باشند.

زمانی که دو ایستگاه در یک مسافتی به هم متصل می‌شوند، هر ایستگاه پایانی باید مدمی جهت تبدیل کردن سیگنال‌های ارتباط از راه دور به جریانی از داده‌های دیجیتال به صورت نصب شده داشته باشد.

زمانی که در ارتباط از فراهم‌کننده های(provider) از راه دور استفاده می‌شود، آنگاه ارتباط اختصاصی(dedicated)، استیجاره‌ای(leased)و یا خط اختصاصی(private line)نامیده می‌شود.

آرپانت از leased lineها جهت فراهم کردن پیوند دادهٔ نقطه به نقطه برای تعویض بسته ها(packet switching)ما بین ایستگاه‌ها ی خودش استفاده کرده‌است، که در واقع پردازندهٔ پیام‌های واسط (interface message prosesors)نامیده می‌شود.

## ارتباطات نقطه به نقطهٔ مدرن
در سال ۲۰۰۳،اصطلاح ارتباطات از راه دور نقطه به نقطه، برای اینترنت یا صدای روی IPبا استفاده از فرکانس‌های رادیویی در رنج چندین گیگا هرتز در واقع به ارتباطات دادهٔ بی سیم ثابت مرتبط بود. همچنین تکنولوژی‌هایی مانند lasterبرای ارتباطات از راه دور را شامل می‌شود اما در همهٔ موارد انتظار می‌رود که رسانهٔ انتقال یک خطی از سایت باشد و قادر باشد به‌طور کاملآعادلانه از فرستنده به گیرنده پرتو افشانی کند. کمیته‌های مهندسی انجمن صنعت ارتباطات از راه دوراستانداردهای USرا برای ارتباطات نقطه به نقطه ویا ساختارهای برج تلفن همراه توسعه می‌دهند. ابزار روی خط به کاربران که خطی روی سایت داشته باشند برای پیدا کردن کمک می‌کند.(Online tools help users find if they have such line of sight.[2])
سیگنال‌های ارتباطی اغلب دو طرفه هستند. هر دوی دسترسی چند گانهٔ تقسیم زمان(TDMA)و یا کنالیزه شده.)The telecommunications signal is typically bi-directional, either time division multiple access (TDMA) or channelized.(در هاب‌ها و سوئیچ ها، هاب ارتباطات یک به چند (چند پخشی) را فراهم می‌کند. مداری که پهنای باند کلی عرضه شده توسط هاب را
در میان تمام ایستگاه‌های مشتری متصل شده تقسیم می‌کند.
از طرف دیگر سوئیچ یک سری ارتباطات مداری نقطه به نقطه را فراهم می‌کند، به وسیلهٔ microsegmentationکه اجازه می‌دهد هر ایستگاه مشتری یک مدار اختصاصی داشته باشد و مزیت‌های داشتن ارتباط‌های تمام دو طرفه هم به آن اضافه می‌شود.